# Yves Mourier
Yves Mourier, né à Avignon le 30 septembre 1912 et mort à Tiflet au Maroc le 1er avril 1948 lors d'un entrainement aérien sur Spitfire, est un pilote de chasse, as de la Seconde Guerre mondiale qui s'est illustré pendant la campagne de France et sur le front russe au sein du groupe de chasse « Normandie-Niemen » dont il a été l'un des chefs d'escadrille. 

« L'un des plus remarquables officiers d'aviation de la dernière guerre »

— Général Martial Valin, Ordre de la Libération

## Biographie

### Jeunesse et formation
Yves Marie François Mourier est né le 30 septembre 1912 à Avignon. Il est le cadet des cinq enfants d'une famille de tradition militaire. Son père s'était illustré durant la Première Guerre mondiale. Son oncle, Louis Magne, officier de cuirassiers, avait notamment chargé à la bataille de Frœschwiller. Son frère Paul Mourier avait été l'un des pionniers de l'aviation militaire en 1914-1918.
le 30 septembre 1933, il s'engage à l’école de pilotage d'Istres, il est lâché seul le 27 janvier 1934 sur un Morane Saulnier MoS-138.
Il obtient son brevet de pilote le 3 juillet 1934, qui lui permet de faire un stage de pilote de chasse à Étampes, il venait d'être nommé caporal puis caporal-chef le 16 avril 1934. Il est admis à la section voltige aérienne le 8 octobre 1934. Le 25 mars 1934, il est affecté à la Base aérienne 104 Dugny-Le Bourget après avoir été promu sergent. 
À Cazaux, il effectue un stage de tir, pendant lequel il se lie d'amitié avec Charles Goujon, futur pilote d'essai du SO.9000 Trident. Puis, il réalise un stage à Étampes considérée à cette époque comme la « Mecque des chasseurs », où il fait des entraînements intensifs de voltige, patrouille serrée, etc. Il y fait la connaissance de Pierre Pouyade, futur commandant du « Normandie ».
Le 30 octobre 1935 il est affecté à Villacoublay. Il effectue ensuite un stage de vol sans moteur (vol à voile) le 15 juin 1936.
Il entre le 13 septembre 1937 à l'École de l'air, y passe son brevet d'observateur et devient sous-lieutenant le 15 septembre 1938.
Le 7 novembre 1938 il est affecté à la 21e escadre à Bordeaux ; puis à Dijon à la 7e escadre et enfin le 7 juin 1939 au groupe de chasse III/7, dont les symboles étaient la Furie et le Crocodile,,.

### Début de la guerre et campagne de France
Lancé dans la campagne de France en janvier 1940, il descend le 14 mai 1940, quatre Henschel Hs 126. À la suite de ces victoires, il prend le commandement de la cinquième escadrille. 
Après l'appel du général de Gaulle à ne pas cesser le combat le 18 juin 1940 Yves Mourier confirme sa maîtrise du ciel le 20 juin 1940 en abattant un autre Henschel 126. C'est sa cinquième victoire et la dernière du GC III/7.
Après la signature de l'armistice du 22 juin 1940 entre la France et l'Allemagne, son groupe de chasse est dissous le 10 juillet 1940 à Toulouse. Yves Mourier est affecté au GC 22 le 15 août 1940. En novembre 1940, il est affecté au GC II/1 en Provence pour évacuer des avions vers la Syrie et le Liban pour que les Allemands ne mettent pas la main dessus. Il va notamment à Rayak (Liban), où sera créé le futur groupe Normandie en septembre 1942. 
Le 1er avril 1941 à Aix-en-Provence, le lieutenant Mourier obtient le certificat de chef de patrouille. Il souhaite rapidement gagner les Forces aériennes françaises libres. Étant affecté à Air Levant le 13 juin 1941, il accepte le convoyage de Dewoitine 520 depuis Rhodes vers la Syrie. Lors de sa première mission, à bout de carburant, il se pose à Alep (c'est la distance maximale franchissable avec cet avion). Dès son arrivée son avion lui est pris, il retourne en France pour d'autres convoyages. Les avions étant très surveillés, il est difficile d'en prendre,.

### Désobéissance, emprisonnement et évasion
Il quitte Alep pour aller à Athènes à bord d'un avion de transport et de là parvient le 9 juillet 1941 à s'envoler avec un D.520 vers la Syrie en espérant bien cette fois réussir son plan. Mais une fuite d'huile provoquant un incendie à bord l'oblige à poser son avion en vol plané, sur le ventre, sur une plage en Turquie. Une horde de paysans hostiles armés de fourches et de bâtons se ruent sur lui, il est fait prisonnier et est interné à Antalya, puis à Ankara pendant 21 mois. Il y trouve des Anglais et des Français, notamment, les équipages d'un bombardier LeO 25 et ceux d'un Glenn Martin. 
Après avoir tout essayé, il réussit le 10 mars 1943 à s'évader en échappant à la surveillance des sentinelles, il se cache trois jours dans Ankara, puis le 13 mars, avec la complicité d'un attaché militaire yougoslave, le colonel Bankovitch, il se fait enfermer dans une voiture plombée camouflée de l'intérieur, bâchée et mise sur un train en partance vers Istanbul. Comme tous les trains, celui-ci est fouillé de fond en comble, mais Yves Mourier n'est pas découvert. Il reste enfermé dans sa caisse du 13 au 21 mars 1943, après être passé par des gares de triages où le temps semble interminable et l'avenir incertain, des endroits très chauds et très froids, quasi immobile et avec peu d'eau, il s'évanouit plusieurs fois, et finit par être récupéré à Katma au Liban, par l'aspirant Mille et le lieutenant Pozillon, avec ces mots qu'il entend à l'extérieur : « lieutenant Mourier, vous êtes vivant ? »
Yves Mourier écrit tout le long de son parcours à l'aveugle dans sa cage pendant ce temps. Voici des extraits de ce papier :

« Samedi 13 mars À 18 h 45, j'embarque. Tout se passe très bien. ...Je m'endort vers 2 h du matin. ...Dimanche 14, Je me réveille vers 10 h, toujours au même endroit. ...On continue à me secouer comme un prunier. 16 h : c'est le départ, hurrah ! Lundi 15- on a roulé presque toute la nuit, mais froid. Enfin, chaque tour de roue me rapproche du but. Je n'y vois rien ; j'écris dans le noir. ... Cette nuit pour ne plus avoir froid aux pieds, je les enveloppe dans des journaux ... quel malheur que je sois si long (1 m 83) j'ai des crampes dans les genoux ... ça fait 30 h que je suis dans ma boite... par un petit trou de la bâche, je vois une pièce d'eau où s'ébattent des canards blancs. Et vous heureux canards qui êtes libres ! Heureusement, dans quelques jours, je serai comme vous et combien je la goûterai, ma liberté, après 20 mois de captivité. Mais n'anticipons pas, tout n'est pas fini. Il y a encore le passage de la frontière. Mon Dieu, vous qui m'avez si bien aidé jusqu'à maintenant, ne me laissez pas tomber quand je suis si près du but ... Mardi 16, ...Je n'y comprends rien ; je suis inquiet ; toute la nuit, nous roulons vers Ankara ...Mercredi 17 ... Nous filons vers l'Est, donc bon De plus, nous descendons beaucoup. Filerions- nous quand même sur Adana ? Plaise au ciel....15h15 Yenice, on approche d'Adana. Il fait une chaleur à crever. ... il fait plus chaud que dans la plus chaude salle d'un hammam...Tombé 4 fois dans les pommes....samedi 20 ; je viens de passer ma 7e nuit dans la boite ; je commence à en avoir assez et espère bien, aujourd'hui, arriver à destination... Dimanche 21 : c'est désespérant, toujours au même endroit... À 11h on est venu enlever la bâche du capot et regarder le numéro et la marque ; serions nous à la frontière ,... à 16 h la frontière est passée après 194 heures de boite. J'ai pleuré. On est venu me chercher à Katma : aspirant Mille, lieutenant Pozillon.  À Katma les premiers mots qui me parviennent sont ceux du lieutenant Pozillon : « Lieutenant Mourier, êtes vous toujours vivant ? » »

— Yves Mourier, Manuscrit.
Le 31 mars 1943, après avoir récupéré un peu, il est transféré à Beyrouth, et doit rejoindre Londres via le Caire. Il y arrive le 23 avril 1943 et part pour Londres en traversant l'Afrique via l'Égypte, en remontant le Nil, le 3 mai il arrive au Soudan, traverse le désert de Nubie en train, puis le Tchad, le Nigeria, le Ghana, le Sénégal, et le Liberia et arrive le 18 mai 1943 à Marrakech et le 19 à Casablanca. Le 24 après avoir fait ses démarches pour Londres, il a une forte crise de paludisme. Le 29 mai il réussit à embarquer tout de même dans un petit bateau belge pour Gibraltar.

### Volontaire pour rejoindre le GCNormandiesur le front de l'Est
Le 6 juin 1943 il décolle pour Londres. À l'arrivée, on lui accorde une permission bien méritée, pendant laquelle il se porte immédiatement volontaire auprès du général Valin pour rejoindre le « Normandie » en Russie, « Pour être aux premières loges ! » dit-il. Le 16 août 1943, il rallie Le Caire, via Port-Saïd, puis Téhéran le 4 septembre 1943 sur un DC-3 américain, puis le 9 septembre Moscou sur un appareil soviétique et rejoint le 10 septembre le "Normandie" sous les ordres du commandant Pouyade qui a pris le commandement après la tragique disparition du commandant Tulasne,,.
Le 4 octobre 1943, après des entraînements difficiles, où il a failli se perdre « parce que tout est blanc », il effectue sa première mission sur les lignes. Le 13 octobre 1943, c'est la sixième victoire d'Yves Mourier avec Pouyade et le 15 octobre sa septième.
Fin octobre 1943, il ne reste que six pilotes au « Normandie ». Le 25 décembre 1943, Yves Mourier est promu capitaine. À partir de janvier 1944, des renforts arrivent. Mourier et Marcel Lefèvre forment les nouveaux venus. Ils retrouvent de vieux copains. Le 7 février 1944, « Normandie » est redevenu régiment de chasse, commandé par le lieutenant-colonel Pouyade. 
Le capitaine Mourier commande l'escadrille Le Havre en mars 1944. 
Le 24 avril 1944 Yves Mourier réussit à faire passer une lettre codée à sa femme et son fils sans nouvelles de lui depuis plus de deux ans. Le 25 mai 1944 tout le régiment repart pour le front pour la deuxième campagne de Russie. 
Le 7 juin 1944 (lendemain du débarquement de Normandie), Mourier et d'autres pilotes vont à Moscou voir Marcel Lefèvre grièvement blessé, ils apprennent qu'il vient de succomber à ses brûlures à la suite de son terrible accident du 28 mai. Les combats se multiplient tout le mois de juin. Le 15 juillet, Maurice de Seynes et son mécano Bielozoub meurent ensemble et sont enterrés côte à côte, restant dans la légende et l'amitié franco-russe du Normandie-Niemen. Le 1er août 1944, Mourier abat un Focke-Wulf Fw 190 avec son Yak-3. C'est sa huitième victoire. Mi-août 1944, c'est la fin de la première partie de la campagne de 44.
Le 19 septembre 1944, Yves Mourier seul, après que Menut son équipier est rentré pour des problèmes moteur, rencontre une patrouille de Fw 190, il abat le chef de patrouille, puis son canon s'enraye et il regagne le terrain. C'est sa neuvième et dernière victoire.
Le 16 octobre 1944, c'est l'offensive contre la province de Prusse-Orientale et il prend part à l'attaque lancée contre Königsberg. 
Mourier épuisé s'évanouit en plein combat, reprend ses esprits et réussit à finir cette journée « apocalyptique ». Ce sera sa dernière mission de guerre. Depuis le 21 septembre 1944, il était rongé par la dysenterie et ne parvient pas à récupérer. Gravement malade, il quitte le front le 22 octobre 1944, on le conduit à Moscou le 23.

### Fin de la campagne de Russie, retour du front
Il est remplacé par son vieil ami le capitaine de Saint Marceaux. 
Le 26 octobre 1944, il est décoré de l'ordre du drapeau Rouge en compagnie de Pouyade, Challe, Albert et Risso. Du 13 au 18 novembre 1944, il rallie Le Caire, via Stalingrad, Bakou, Téhéran, Abadan et Damas.
Il termine la campagne de Russie avec 1 021 heures de vol, dont 145 heures de vol de guerre effectués en 130 missions et couronnées par 9 victoires aériennes et 11 citations.
Le 6 décembre 1944, il est nommé en compagnie de Cuffaut, officier dans l'ordre national de la Légion d'honneur. Le 14 décembre 1944, il retrouve le général de Gaulle au Caire, ainsi que Burin des Rosiers et le général Juin. Le 20 janvier 1945 il arrive à Marseille. Puis la maison familiale où il retrouve enfin après quatre ans d'absence sa femme et son fils. 
Le 2 février il reçoit enfin des nouvelles de camarades du Normandie-Niemen.

### L'après guerre

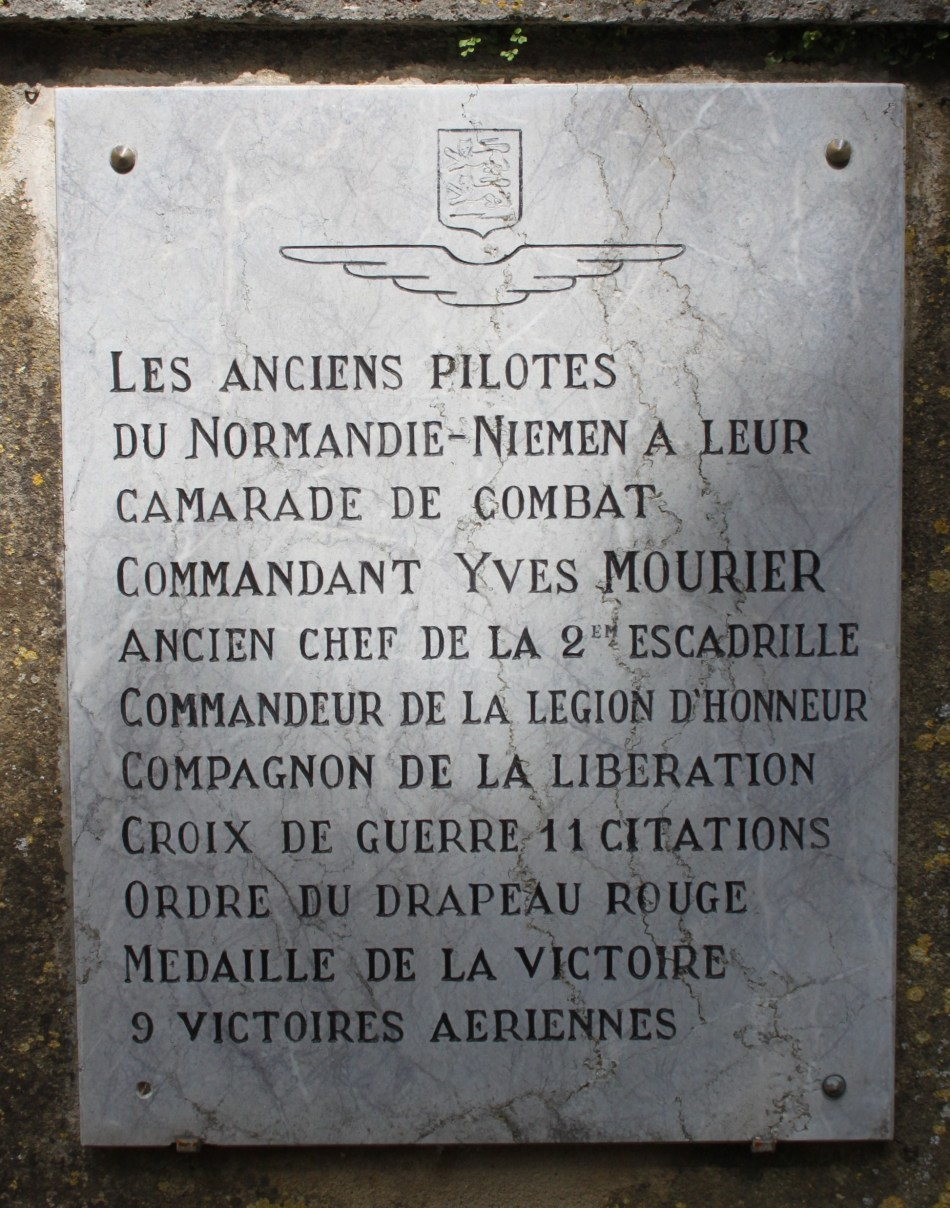
Plaque commémorative déposée par les anciens pilotes du « Neu-Neu » le 25 juillet 1948 à Fabrezan à la mémoire de leur camarade.

À compter du 25 mars 1945, il est promu au grade de commandant. Début 1945, il est nommé chef de cabinet du général Martial Valin pour la reconstruction de l'armée de l'air. Le 20 juin 1945 le régiment Normandie Niemen est de retour en France. Le 21 juin 1945, lors des cérémonies aux Invalides, il assiste le général Valin dans la remise des fourragères de la Légion d'honneur aux mécaniciens russes. Le 16 octobre 1945, le commandant Mourier est nommé Compagnon de la Libération (no 812/1000). Il est nommé expert air, et va en Allemagne en août 1946. où il fait connaissance de l'abbé Pierre (alors député). En février 1947, le général Valin, nommé inspecteur général de l'armée de l'air, rappelle Yves Mourier auprès de lui et le nomme chef d'état major. Du 18 au 27 mars 1947, ils effectuent notamment des missions d'inspection en Afrique du Nord, à bord de son B-25 Mitchell no 692.
Fin 1947, deux choix s'offrent à lui, soit une carrière dans l'état major comme attaché militaire à Ottawa, ou poursuivre sa carrière de chasseur et prendre le commandement de la 6e escadre  de chasse à Rabat (constituée du glorieux « Normandie - Niemen ») après une période de remise à niveau. Il n'hésite pas un instant et part pour Rabat. 
Entretemps, Valin l'inscrit au tableau d'avancement pour le grade de lieutenant-colonel. Le 19 janvier 1948, il reçoit son ordre de mission, est nommé commandant en second de la 6e escadre et arrive à Rabat le 5 février 1948. Il vole de façon intensive sur Bell P-63 C et sur Spitfire IX à Meknès à partir du 9 février 1948, puis à Rabat sur Mosquito (bimoteur de chasse).
Jusqu'au 30 mars, il écrit qu'il vole à outrance mais qu'il se régale sur Spitfire IX qui est vraiment « au poil » et que son stage va bientôt se terminer... Entre-temps, comme ses camarades, il est proposé au grade de commandeur de la Légion d'honneur.
Mais, le 1er avril 1948, peu après 9 h, lors d'un entraînement en combat tournoyant avec Lepage, il s'écrase à 2,5 km au sud/sud-ouest de Tiflet dans la région de Rabat, probablement victime d'un malaise. Son avion et lui sont pulvérisés. Il avait 35 ans, et 1 300 heures de vol.
Ses restes sont ramenés à Fabrezan dans le caveau familial le 20 avril, où Yves Mourier repose désormais. Le 25 juillet 1948, les anciens pilotes du « Neu-Neu »  viennent y déposer une plaque commémorative à leur camarade apprécié de tous.

## Décorations
Yves Mourier aura reçu au cours de sa carrière de nombreuses médailles et citations :
- Commandeur de la Légion d'honneur
- Compagnon de la Libération par décret du 16 octobre 1945
- Croix de guerre 1939–1945 (9 citations)
- Ordre du Drapeau rouge (URSS)
- Médaille de la Victoire (URSS)

## Mémoire
Le 29 septembre 2012, à l'occasion des 100 ans de sa naissance, le Mémorial du Normandie Niemen et de nombreuses personnalités de l'armée de l'air, en présence d'un ancien mécanicien du Normandie-Niemen, Georges Mazurel, qui est venu témoigner, ainsi que sa femme Nerte Mourier et leurs descendants, lui ont rendu hommage. L’hymne russe et la Marseillaise furent sonnés à cette occasion,,. 